# Druck- und Verlagshaus Mainz
Das Druck- und Verlagshaus Mainz ist ein Familienunternehmen mit Sitz in Aachen, das 1965 als „Druckerei Mainz“ gegründet und später um die „Verlagsgruppe Mainz“ erweitert wurde. Zu dieser gehören der „Verlag Mainz“, der „Bernardus-Verlag“, der „Patrimonium-Verlag“ sowie als Imprint der Eifeler Literaturverlag; nicht mehr dazu gehört der „Hochschulverlag Aachen“. Seit 1992 hat das Druck- und Verlagshaus Mainz seinen Sitz in der Aachener Süsterfeldstraße und wird nunmehr in dritter Generation von der Familie Mainz geführt.

## Entwicklung und Struktur
Um den steigenden Druckaufträgen der Studierenden in Aachen nachkommen zu können, gründete im Jahr 1965 Alexander Mainz in der Straße „Neupforte“ unweit der RWTH Aachen seine erste Druckerei. Im Laufe der Jahre konnten die Umsätze kontinuierlich gesteigert werden, weswegen immer größere und leistungsfähigere Druckmaschinen angeschafft werden mussten. Schließlich gaben die dortigen Räumlichkeiten keine Erweiterung mehr her, sodass die Druckerei Mainz 1992 in die Süsterfeldstraße in einen größeren Gebäudekomplex verlegt werden musste, wo sich bis zum heutigen Tage der Firmensitz befindet. Einige Jahre später wurde die Druckerei Mainz um die Verlagsgruppe Mainz mit ihren später übernommenen Einzelgesellschaften erweitert, wovon beide Bereiche gegenseitig profitieren. Dies führte im Jahre 2018 zu einer neuerlichen Ausweitung und Modernisierung der Produktionsfläche auf über 1200 m².
Hauptaufträge der Druckerei Mainz sind weiterhin der Druck zahlreicher Dissertationen und Fachaufsätze, sowie die Gestaltung und der Druck von Fan-Magazinen, Katalogen sowie Flyer und Plakaten aller Art. Zusätzlich kamen durch die neu gegründete Verlagsgruppe und die dort publizierenden Autoren jeweils Aufträge für die Gestaltung und den Druck der zu erstellenden Bücher hinzu, wodurch für die Auftraggeber seitdem Arbeitswege gebündelt werden konnten.
Die Druckerei Mainz wurde 2017 mit dem PSO-Siegel mit der Gültigkeit bis 9/2021 zertifiziert und zählte damit zum Kreis der Qualitätsdruckereien.

## Verlagsgruppe Mainz

### Verlag Mainz
Durch seine Nähe zu den Aachener Hochschulen und aus seiner Tradition als Aachener Familienbetrieb heraus hat sich der Verlag Mainz vor allem auf Ratgeber, Sachbücher, Biographien und Bildbände, aber auch auf wissenschaftliche Publikationen und insbesondere Dissertationen zu mathematisch-technischen Themenfeldern sowie auf regionale Literatur zu Aachen und der Euregio Maas-Rhein spezialisiert.
Im Bereich der wissenschaftlichen Publikationen, die zuvor mehrheitlich als Imprint im Hochschulverlag publiziert worden waren, wurden bisher mehr als 3000 Schriften von Vorlesungsskripten und Dissertationen bis hin zu Habilitationen und Tagungsbänden herausgegeben.
Das Repertoire der Ratgeber und Sachbücher umfassen die Themenbereiche Essen und Ernährung, Gesundheit und Krankheiten, aber auch Tipps und Tricks zur Orientierung im Internet oder für Vorstellungsgespräche.
Bei den Büchern zu Aachen und der Euregio finden sich vor allem Ausgaben über das Öcher Platt, über Aachener Sagen und Legenden, aber auch Regional-Krimis oder Historisches zu ausgewählten Städten wie Aachen, Düren oder Köln. Dazu kommen noch zahlreiche Biographien und Autobiographien sowie Erlebnisromane oder lyrische Arbeiten hinzu, die teilweise von Hobby- und/oder Privatautoren im Verlag publiziert werden. Da diese jedoch für ihre Arbeiten zumeist mit einer hohen Eigenbeteiligung belastet werden, wurde der Verlag Mainz auf die „Liste bekannter Zuschussverlage/DKZV/Pseudoverlage/Dienstleisterverlage“ eingetragen.

### Bernardus-Verlag

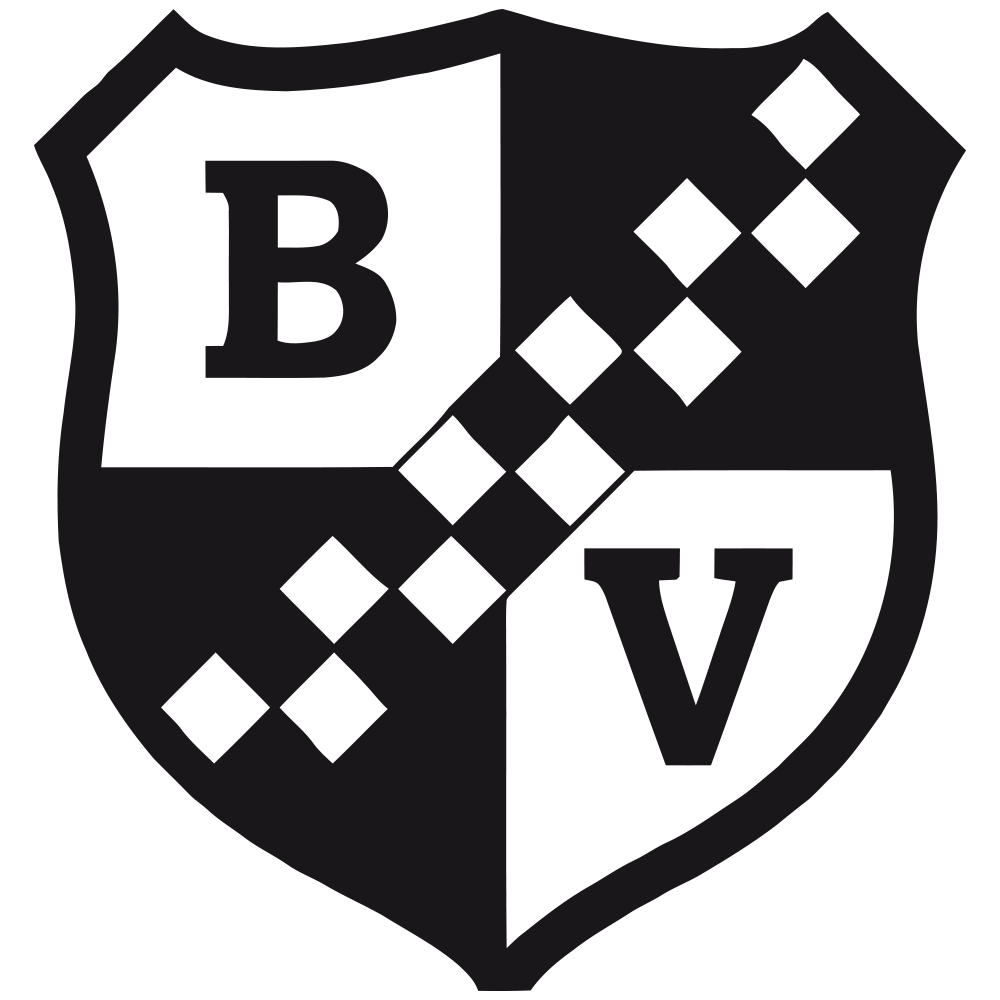
Logo des Bernardus-Verlags

Der Verlag wurde 1988 als Verlag für religiöse und humane Bildung gegründet und bezieht sich in seinem Namen auf den heiligen Zisterzienser Bernhard von Clairvaux. Im Jahre 2006 wurde der Bernardus-Verlag Teil der Verlagsgruppe Mainz in Aachen, wobei er seinen Verlagssitz in der Abtei Mariawald einrichtete. Nach Auflösung der Abtei im September 2018 wurde das dort angesiedelte Büro geschlossen und der Sitz zur Zentrale des Mainz Verlags nach Aachen verlegt.
Im Bernardus-Verlag werden katholische Publikationen vermischten Inhalts verlegt, wobei darauf Wert gelegt wird, dass eine solides katholisches Wertefundament und eine dezidierte Papsttreue eingehalten werden. Dazu gehören eine persönliche Autoren- und Leserbetreuung, die sich regelmäßig neu auf den Glauben ausrichten und mit ihren Büchern zu einem lebendigen Apostolat beitragen sollen, sowie ein sorgfältig ausgewähltes Verlagsprogramm und eine gediegene Ausstattung der Publikationen. Bekannte Autoren, die im Bernardus-Verlag veröffentlichen oder veröffentlicht werden, sind unter anderem Rafael Arnáiz Barón,  Klaus Berger, Hildegard Brem, Elisabeth Escher, Ulrich Nersinger und Karl Wallner.
Im Jahre 2011 wurde dem Bernardus-Verlag den Patrimonium-Verlag zur Seite gestellt, dessen Programm sich als ein Forum katholisch-abendländischer Kultur versteht.

### Patrimonium Verlag

Logo des Patrimonium-Verlags

Der Patrimonium-Verlag wurde 2011 als Schwesterverlag zum zuvor beschriebenen Bernardus-Verlags mit anfänglichem Sitz ebenfalls in der Abtei Mariawald gegründet. Er ist spezialisiert auf philosophische, theologische und historische Literatur und versteht sich vor allem als ein Forum zur Bewahrung und Weitergabe des Erbes abendländischer Kultur. Autoren, die im Patrimonium-Verlag publizieren, sind unter anderem renommierte Theologen, Philosophen, kirchliche Würdenträger und Historiker.
Das Verlagsprogramm ist dabei in sieben thematisch sortierte Editionen unterteilt:
- das „Patrimonium Thelogicum“
- das „Patrimonium Monasticum“
- das „Patrimonium Historicum“
- das „Patrimonium Classicum“
- das „Patrimonium Philosophicum“
- das „Patrimonium Poeticum“
- das „Patrimonium Musicum“

### Eifeler Literaturverlag
Gegründet wurde der Verlag mit dem Schwerpunkt Regionalliteratur im Jahre 2016 als Imprint der Verlagsgruppe Mainz. Der regionale Schwerpunkt des Verlages liegt auf der Eifel und der Städteregion Aachen. Veröffentlicht wird Literatur unterschiedlicher Art mit einer Verbindung zur Eifel oder zu Aachen. Dazu gehören unter anderem Kriminalromane, Liebesromane, Geschichtensammlungen und Biografien.
Hier finden sich Publikationen unter anderem von Freddy Derwahl über eine deutsch-belgische Grenzerfahrung, Bernd Müllender über den Radentscheid in Aachen, Viktorine Endler über den Hexenkult im Dreißigjährigen Krieg, Volker Leuoth über den Stadtbrand von Aachen, Markus Theisen mit seinen Eifelkrimis, Günter Krieger mit Historienromanen und satirischen Werken, oder Renata Thiele mit ihren Aachener Softkrimis.

### Wortschatten Verlag
Der Wortschatten Verlag wurde offiziell im Jahre 2017 als Imprint der Verlagsgruppe Mainz gegründet. Veröffentlicht wird Literatur aus den Genres Fantasy, Horrorliteratur und Science-Fiction. Die ersten Bücher wurden im Wortschatten Verlag im Herbst 2020 veröffentlicht.